# Lippeverband
Der Lippeverband ist seit 1926 ein öffentlich-rechtlicher Wasserwirtschaftsverband zur Gewässerunterhaltung, Abwasserableitung und -reinigung, Grundwasserbewirtschaftung und Regulierung von Bergbaufolgen im unteren Einzugsgebiet der Lippe von Lippborg bis an den Rhein mit rund 1,4 Mio. Einwohnern.

## Aufgaben des Lippeverbandes
Der Fluss Lippe wird über die unteren 147 km von 220 km Gesamtlänge (rund 3.280 km² von 4.890 km²) durch den Lippeverband bewirtschaftet.
Die Aufgaben des Lippeverbandes sind im Gesetz über den Lippeverband (LippeVG) festgelegt:
1. Regelung des Wasserabflusses einschließlich Ausgleich der Wasserführung und Sicherung des Hochwasserabflusses der oberirdischen Gewässer oder Gewässerabschnitte und in deren Einzugsgebieten;
2. Unterhaltung oberirdischer Gewässer oder Gewässerabschnitte und der mit ihnen in funktionellem Zusammenhang stehenden Anlagen;
3. Rückführung ausgebauter oberirdischer Gewässer in einen naturnahen Zustand;
4. Regelung des Grundwasserstandes;
5. Vermeidung, Minderung, Beseitigung und Ausgleich wasserwirtschaftlicher und damit in Zusammenhang stehender ökologischer, durch Einwirkungen auf den Grundwasserstand, insbesondere durch den Steinkohlenabbau hervorgerufener oder zu erwartender nachteiliger Veränderungen;
6. Abwasserbeseitigung nach Maßgabe des Landeswassergesetzes;[2]
7. Entsorgung der bei der Durchführung der Verbandsaufgaben anfallenden Abfälle;
8. Vermeidung, Minderung, Beseitigung und Ausgleich eingetretener oder zu erwartender, auf Abwassereinleitungen oder sonstige Ursachen zurückzuführender nachteiliger Veränderungen des oberirdischen Wassers;
9. Ermittlung der wasserwirtschaftlichen Verhältnisse, soweit es die Verbandsaufgaben erfordern;
10. Beschaffung und Bereitstellung von Wasser zur Trinkwasser- und Betriebswasserversorgung sowie zur Ausnutzung der Wasserkraft.

Eine weitere Aufgabe ist der Ausgleich der Wasserführung in Zusammenarbeit mit dem im Jahr 1969 gegründeten Wasserverband Westdeutsche Kanäle (WWK). Sein Zweck ist die Speisung der Kanäle mit Frischwasser. Über ein Pumpwerk in Hamm bezieht das westdeutsche Kanalnetz Frischwasser aus der Lippe, und in Trockenzeiten erhält die Lippe Wasser aus den Kanälen.

## Verbandsgeschichte
Die Lippe stellt sich wasserwirtschaftlich als zweigeteilter Fluss dar: Oberhalb von Hamm ist das Einzugsgebiet eher landwirtschaftlich geprägt; ab Hamm nehmen die Besiedlung und montanindustriellen Einflüsse zu. Entsprechend hat sich die Gründung eines Wasserwirtschaftsverbandes für das Lippe-Einzugsgebiet aus der Industrialisierung des (nördlichen) Ruhrgebietes ergeben. Vorläufer des Lippeverbandes war die Sesekegenossenschaft.

### Sesekegenossenschaft
Die Sesekegenossenschaft war ab 1913 die für Wasserwirtschaft im Lippe-Nebenlauf Seseke zuständige Vorläuferorganisation des Lippeverbandes, in dem sie bei dessen Gründung 1926 aufging.
Die Seseke ist ein von Süden der Lippe zufließender Nebenlauf, dessen Einzugsgebiet von 319,45 km² im Bereich der Städte Werl, Unna, Hamm, Bönen, Kamen, Bergkamen, Lünen und Dortmund liegt. Mit dem Bau der Köln-Mindener-Eisenbahn in den 1840er Jahren wurde das nördliche Ruhrgebiet einschließlich Hamms an das Bahnnetz angeschlossen, so dass Bevölkerungs- und Industriewachstum einen Schub erhielten. Mit Gründung der ersten Steinkohlezechen im Sesekegebiet begannen ab den 1860er Jahren die unkontrollierten Abwassereinleitungen und Bergsenkungen mit entsprechenden Abflussstörungen und Umweltauswirkungen; parallel zum Entwässerungsnotstand im Emscher-Einzugsgebiet entstanden im Seseke-Einzugsgebiet vergleichbare Probleme.
Obwohl die wasserwirtschaftlichen Folgen der Montanindustrie auch für weitere Teile des Lippe-Einzugsgebietes befürchtet wurden, waren die anfänglichen Auswirkungen an der Seseke so gravierend, dass man keine Zeit verlieren wollte. Vertreter der Kommunen bereiteten mit Hilfe der Emschergenossenschaft einen eigenen, einzugsgebietsbezogenen Verband vor, der am 5. Juni 1913 mit dem „Sesekegesetz“ formal von König Wilhelm von Preußen verordnet wurde. Die Sesekegenossenschaft nahm zunächst in Verwaltungseinheit mit der Emschergenossenschaft die Arbeit auf, um die Vorflut im Sesekegebiet sicherzustellen.
Der Erste Weltkrieg und die wirtschaftlichen Schwierigkeiten der Folgejahre ließen umfangreichere Baumaßnahmen nicht zu, so dass nur die nötigsten Bauarbeiten für einen besseren Abfluss umgesetzt wurden. Bereits ab 1919 wurden auf Betreiben des Regierungspräsidenten in Münster Untersuchungen bei den Fachleuten der Emschergenossenschaft eingeleitet, für welche weiteren Einzugsgebiete eine Ausweitung des Genossenschaftsgedankens zielführend wäre. 1921 wurden die Untersuchungen mit der Erkenntnis abgeschlossen, dass die Industrialisierung zwischen Hamm und der Mündung in den Rhein insoweit zu erwarten sei, dass die Gründung eines Lippeverbandes zweckmäßig sei. Dieser wurde dann formal mit dem Lippegesetz vom 19. Januar 1926 gegründet und die Sesekegenossenschaft ging im Lippeverband auf.

### Lippeverband
Unkontrollierte Abwassereinleitungen und Bergsenkungen mit entsprechenden Abflussstörungen und Umweltproblemen entstanden an vielen kleinen Nebenläufe und der Lippe selber, z. B. in Folge der Inbetriebnahme der Zeche Radbod in Hamm 1905 mit zugehöriger Kokerei ab 1912 oder Zeche Victoria (Lünen) und Umgebung ab 1907 mit zugehöriger Kokerei ab 1911.
Wurden zunächst nur im Seseke-Einzugsgebiet die gravierendsten Abflussstörungen behoben, folgten dennoch schon vor Übergang in den Lippeverband Baumaßnahmen in anderen Teilen des Lippegebietes: Der Eversbach in Hamm wurde 1920 kanalisiert, 1923/24 folgten die der Lippe zulaufenden kleineren Einzugsgebiete am Dattelner Mühlenbach, Hasseler Mühlenbach und Picksmühlenbach (heute in Gelsenkirchen gelegen). Neben dem technischen Ausbau der Gewässer wurden zunehmend auch Deiche erforderlich.
Die gemäß Lippegesetz vom 19. Januar 1926 dem neuen Verband nun übertragenen Aufgaben waren die „Verwaltung des Wasserschatzes im Genossenschaftsgebiet sowie die Herstellung, die Unterhaltung und […] Betrieb von Anlagen für die Erhaltung und Ausnutzung des Wasserschatzes“.
Der Lippeverband übernahm von den Gemeinden Westerholt, Dorsten und Haltern die Kläranlagen und errichtete ab 1932 die erste eigene Kläranlage in Soest, der 1941 Hamm und Kamen-Körnebach folgten.
Seit ihrer Gründung haben Sesekegenossenschaft bzw. Lippeverband eine Verwaltungsgemeinschaft mit der Emschergenossenschaft in Essen gebildet. Diese Kooperation bot sich an, weil viele Städte im nördlichen Ruhrgebiet in beiden Flusseinzugsgebieten liegen, sowohl Lippe als auch Emscher. Die öffentlich-rechtliche Organisationsform hat zum Ziel, alle „Wassernutzer“ gleichermaßen an den kostenwirksamen Maßnahmen zu beteiligen. Bei der Kalkulation werden für jeden Wassernutzer die Schmutzfrachten des Abwassers zugrunde gelegt und bei darüber hinausgehenden Dienstleistungen „Sonderinteressen“ veranlagt.

### Der Verband in der Gegenwart
Die Aufgaben des Lippeverbandes haben sich über die reine Wasserwirtschaft hinaus deutlich verändert. Durch das Sesekeprogramm zur Gewässerrenaturierung in den 1980er Jahren und die Internationale Bauausstellung Emscherpark (1989–1999) haben sich die Anforderungen der Verbandsmitglieder und der Politik an den Lippeverband dahingehend gewandelt, dass auch städtebauliche, landschaftsgestalterische und künstlerische  Aufgaben (wie Über Wasser Gehen) wahrgenommen werden. Eine entscheidende Rolle für die Entwicklung der Lippe zu einem lebendigen Gewässer spielt die Verbesserung der Gewässerstrukturen. Die Lippe ist ein sogenanntes Gewässer erster Ordnung und steht damit im Eigentum des Landes NRW. Zwischen der Mündung der Lippe in den Rhein und Lippborg führt der Lippeverband die Maßnahmen zur ökologischen Entwicklung der Lippe im Auftrag des Landes durch. Die Maßnahmen werden mit Mitteln des Landes als Teil des Programmes Lebendige Gewässer gefördert.
Ein Großprojekt ist die Erneuerung der Hochwasserschutzdeiche in Haltern-Lippramsdorf und Marl (HaLiMa) auf 5,6 Kilometern Länge. Die bestehenden Deiche am Nord- und Südufer der Lippe werden durch neue, zurückverlegte Dämme ersetzt. Zudem gewinnt die Lippe eine Auenfläche von rund 60 Hektar. Die Lippe wird nach Abschluss der Bauarbeiten wesentlich flacher und breiter sein als heute.
Seit den 2000er Jahren sind Fragen des Klimawandels und gesellschaftspolitische Herausforderungen wie Medikamentenrückstände im Wasser hinzugekommen. Insbesondere bei der sogenannten Spurenstoffelimination arbeitet der Lippeverband an verschiedenen Kläranlagen mit europäischen Institutionen zusammen an neuen Technologien und Aufklärungskampagnen, um den Eintrag von Medikamenten zu verringern und mit Pharmazeutika belastete Abwässer zu behandeln. Diese Aufgabe ist für die Teileinzugsgebiete von besonderer Bedeutung, bei denen Kläranlagen des Lippeverbandes in Trinkwassereinzugsgebieten für das gesamte nördliche Ruhrgebiet liegen, z. B. im Stevergebiet.

## Gremien und Vorstand
Die Aufgaben sind im Emschergenossenschafts- und Lippeverbandsgesetz und den Satzungen sowie Geschäftsordnungen geregelt. Organe der Verbände sind die Genossenschafts-/Verbandsversammlung, der Genossenschafts-/Verbandsrat und der Vorstand. Die Verbandsversammlungen sind das höchste Entscheidungsgremium und setzen sich aus Vertretern der Mitglieder (Delegierte) zusammen. Der Emschergenossenschaftsrat und der Lippeverbandsrat werden von der jeweiligen Verbandsversammlung gewählt. Der Genossenschafts- und Verbandsrat wählt den Vorstand und bestellt ein Vorstandsmitglied zur/m Vorsitzenden.
Aktuell gehören dem Vorstand an: Ulrich Paetzel (Vorsitzender und Vorstandsmitglied Strategie und Finanzen) und Frank Obenaus (Vorstand Wassermanagement und Technik). Die ehemaligen Vorstandsvorsitzenden: Wilhelm Middeldorf (1905 bis 1911), Heinrich Helbing (1911 bis 1933), Alexander Ramshorn (1934 bis 1958), Erich Knop (1958 bis 1974), Gunther Annen (1974 bis 1991) und Jochen Stemplewski (1992 bis 2016).
Im Jahr 2015 wurde das Widerspruchsverfahren gegen Bescheide öffentlich-rechtlicher Körperschaften wieder eingeführt. Die Widerspruchsausschüsse werden zum Teil von der jeweiligen Verbandsversammlung gewählt, teilweise werden die Mitglieder direkt von der Aufsichtsbehörde berufen. Die Aufsichtsbehörde ist das für die Wasserwirtschaft zuständige Ministerium des Landes Nordrhein-Westfalen, das Ministerium für Umwelt, Landwirtschaft, Natur- und Verbraucherschutz.
Die Delegiertenversammlungen werden alle fünf Jahre neu zusammengesetzt. Die neu gewählten Delegierten bestimmen im Anschluss die Mitglieder des Genossenschaftsrates und des Verbandsrates sowie teilweise die Mitglieder der Widerspruchsausschüsse. Mehrfache Amtszeiten sind für alle Gremienmitglieder zulässig.
Vorsitzender des Genossenschaftsrates ist Frank Dudda, Vorsitzender des Verbandsrates ist Bodo Klimpel.

## Verbandsgebiet
Das Lippegesetz wurde 1990 novelliert und regelt als Lippeverbandsgesetz (LippeVG) den neuen Einzugsbereich des Lippeverbandes. § 5 Absatz 1 des LippeVG von 1990 legt als Verbandsgebiet das oberirdische Einzugsgebiet
- der Lippe unterhalb Lippborg (Lippe-km 142,44) bis zur Mündung,
- des Mommbaches (Stollbach, Langhorster Leitgraben),
- des Lohberger Entwässerungsgrabens einschließlich des Bruckhauser Mühlenbaches und
- des Rotbaches

fest. Hinzu kamen mit der Novellierung die Teilgebiete der Gemeinden Ahlen und Beckum, die über Steinkohlefeldern liegen. Ebenso wurden die Planungs- und Reserveräume für die Nordwanderung des Ruhrbergbaus in den Gemeinden Ahlen, Ascheberg, Beckum, Drensteinfurt, Ennigerloh, Raesfeld und Sendenhorst zum Verbandsgebiet.

## Kennzahlen
Stand 30. Juni 2022
- Mitglieder des Lippeverbandes: 154
- Einzugsgebietsgröße: 3.280 km²
- Einwohner: ca. 1,39 Mio.
- Wasserläufe: 430 km (davon Lippe: 147 km)
- Abwasserkanäle: 1.120 km
- Deiche 76,13 km (davon Lippe 32,61 km)
- Kläranlagen: 54 (Gesamtkapazität 2,3 Mio. Einwohnergleichwerte)
- Pumpwerke:  341 (199 Entwässerungspumpwerke, 142 Abwasserpumpwerke)
- Anteil der durch Pumpwerke entwässerten Flächen am Verbandsgebiet: 15,7 %
- Hochwasserrückhaltebecken: 32
- Regenrückhaltebecken: 107